# Battaglia di Wadi al-Khazandar
La battaglia di Wadi al-Khazandar o terza battaglia di Homs, combattuta il 22–23 dicembre 1299 e parte delle incursioni mongole in Palestina, si concluse con una vittoria dei Mongoli sui Mamelucchi.

## Scenario
Nel 1260 Hulagu Khan aveva invaso tutto il Vicino Oriente fino alla Palestina ma, prima che egli potesse proseguire con l'invasione dell'Egitto, fu richiamato in Mongolia.
Portò con sé quasi tutto il suo esercito, che probabilmente arrivava alle 800 000 unità, lasciando nell'area solo 20 000 soldati che furono sconfitti alla battaglia di Ayn Jalut, di conseguenza i mongoli furono scacciati da Palestina e Siria.
Hulegu tornò con altre forze ma la sua invasione fu permanentemente rimandata quando iniziò una guerra civile nel Caucaso contro il suo cugino musulmano Berke dell'Orda d'Oro, che si era alleato segretamente con i Mamelucchi.
Dopo aver riconquistato il Levante, i Mamelucchi proseguirono invadendo il Regno armeno di Cilicia e il Sultanato di Iconio, entrambi protettorati dei mongoli, ritirandosi dopo che una quasi-sconfitta li costrinse a tornare in Siria.
Nel 1299, quasi 20 anni dopo l'ultima sconfitta mongola in Siria nella Seconda battaglia di Homs, Ghâzân Khan con un esercito di 60 000 Mongoli e 40 000 Georgiani e Armeni attraversò l'Eufrate (il confine tra Mamelucchi ed Ilkhanato) e conquistò Aleppo, dove fu raggiunto da re Hethum II del Regno armeno di Cilicia, le cui forze, che comprendevano alcuni Templari e Ospitalieri, parteciparono al resto dell'offensiva.
L'esercito alleato proseguì verso sud fino a quando giunse a pochi chilometri a nord di Homs in una linea di battaglia ampia almeno quindici chilometri.
Il sultano d'Egitto, che all'epoca si trovava in Siria, mosse verso nord da Damasco con un esercito che contava dai 20 000 ai 30 000 Mamelucchi, fino ad incontrare i mongoli ad una distanza di uno o due farsakh arabi (10-15 chilometri) a nord-est di Homs, a Wadi al-Khazandar, il 22 dicembre 1299 alle 5 del mattino; il sole era già sorto.

## La battaglia
La battaglia iniziò con una carica della fanteria dei Mamelucchi, a questo punto la cavalleria pesante mongola caricò i Mamelucchi mentre gli arcieri mongoli, restando dietro i loro cavalli, tempestarono di frecce i Mamelucchi.
Sembra che fin dalle prime fasi della battaglia le due forze giunsero allo scontro corpo a corpo.
I Mamelucchi erano superiori ai Mongoli nel combattimento ravvicinato poiché la tattica di battaglia dei Mongoli, in generale, era basata sull'uso di arcieri a cavallo, quindi i Mamelucchi erano in vantaggio anche se, presumibilmente, erano numericamente meno di un terzo dei loro nemici.
Infine, nel pomeriggio, iniziò a circolare la voce che i Mongoli avevano spezzato il fianco destro dei Mamelucchi.
Sentendo la notizia, e pur non sapendo se fosse vera, l'esercito mamelucco iniziò a fuggire.
Messaggi tra le sezioni dell'esercito potevano richiedere ore per raggiungere l'altra lato del campo di battaglia.
Si è appreso, tuttavia, che lo schieramento di battaglia dei Mamelucchi presumibilmente resisté fino al giorno successivo, quando entrambe le parti si ritirarono.

Operazioni dei mongoli nel Levante tra 1299 e 1303, compresa la battaglia di Wadi al-Khazandar (III Homs).

### Caduti
Fonti di parte egiziana affermano che solo 200 soldati mamelucchi furono uccisi, mentre il numero delle vittime mongole arrivava a 5 000-10 000 Queste cifre non appaiono attendibili considerando che un fattore importante nella battaglia è stata la voce del crollo del fianco destro dello schieramento mamelucco.
Secondo altre fonti i caduti mongoli furono 14 000 mentre le vittime mamelucche solo 1 000.
Nonostante l'apparente disparità nelle perdite, si deduce dal fatto che i mongoli rimasero in possesso del campo di battaglia e che proseguirono con la cattura di Damasco, che i Mamelucchi subirono un "grave rovescio".

## Avvenimenti successivi
L'esercito dei Mamelucchi fuggì a sud verso Damasco; costantemente tormentato da 12 000 arcieri Drusi e Maroniti, che volevano l'indipendenza della loro patria.
I Mongoli li inseguirono fino a Gaza.
I Mongoli, che avevano proclamato una "grande vittoria", continuarono la loro marcia verso sud fino a raggiungere Damasco, che fu presto saccheggiata e la cui cittadella assediata.
Tuttavia, nel 1300 i Mongoli tornarono indietro oltre l'Eufrate per fronteggiare un'invasione ad est dal Khanato Chagatai.
Non ci furono sforzi concertati dei cristiani per approfittare delle vittorie dei mongoli ed i Mamelucchi tornarono presto in possesso di Siria e Palestina.
La partecipazione di truppe georgiane ed armene alla campagna, apparentemente avvenne al di fuori del contesto delle crociate cristiane occidentali.
Dopo la battaglia di Wadi al-Khazandar i Mongoli mantennero la loro pressione sulla Siria e riuscirono a raggiungere la periferia di Damasco. Tuttavia, nel 1303 nella battaglia di Marj al-Suffar i Mamelucchi sconfissero i Mongoli e posero fine alle loro incursioni in Siria.